# Pelastoneurus luteoscutatus
Pelastoneurus luteoscutatus är en tvåvingeart som beskrevs av Octave Parent 1941. Pelastoneurus luteoscutatus ingår i släktet Pelastoneurus och familjen styltflugor. Inga underarter finns listade i Catalogue of Life.